# フレッド・ギャラガー
フレッド・ギャラガー（Frederick Gallagher、1968年11月15日 - ）は、アメリカ合衆国の漫画家、イラストレーター。男性。ミシガン州アナーバーで妻サラ・ギャラガー、息子ジャック・ギャラガーとともに暮らしている。

## 人物
ウェブコミック『メガトーキョー』の著者として有名である。ギャラガーはかつて建築学で修士号を取得し、建築設計事務所に勤務しながら『メガトーキョー』を連載していたが、後述する事情で専業漫画家となった。インターネットではハンドルPiro(ぴろ)を名乗る。Piroはメガトーキョーの男性主人公でもある。ギャラガーによればPiroは自身の大学時代を理想化したキャラクターで、名前はビジュアルアーツの運営する美少女ゲームブランドKeyのビジュアルノベル『Kanon』に登場する猫から取ったものだという。

## 作品リスト

### The Fine Red Cat
The Fine Red Catはジェニファー・アン・ギャラガーによる子ども向けの絵本である。1993年初出。ジェニファーはギャラガーの姉。ギャラガーが作画を担当し出版されたものとしては初の作品である。

### メガトーキョー
ウェブコミック『メガトーキョー』は、2000年8月14日にその1話の連載が開始された。当初は、Megatokyo.comのドメイン名を所有していたロドニー・キャストンが連載開始後1年半、原作を多く担当し、ギャラガーは作画を担当する共著の形であった。創作性の相違(ギャラガーによる声明。英文)により、2002年5月にキャストンがギャラガーに著作権を売却し、以降ギャラガーが単独で原作と作画を担当している。勤務先であった設計事務所からレイオフされたことと、当作品の成功により、2002年10月ギャラガーは創作活動に専念することを決めた。『メガトーキョー』はウェブサイトですべて無料公開されていることが特徴で、各話にギャラガーによるコメントが付けられている。
単行本としての『メガトーキョー』は、『ニューヨーク・タイムズ』紙のブック・レビュー欄で11位を獲得した。ウェブコミックとしての当作品は2008年現在、月間ユニークユーザー数260万人、月間ページビュー1,370万に達している。
日本では講談社が当作品の翻訳権を取得し、日本語版が現在1巻まで刊行されている(訳者は椎名ゆかり)。
キャストンと共著であった当初の『メガトーキョー』は、速いペースでストーリーが展開するスラップスティック・コメディの様相を呈していた。ギャラガーが単独で原作と作画を担当するようになってから、ストーリーのペースは遅くなり、複雑な登場人物の性格設定と人間関係が特徴となった。ギャラガーのストーリー、キャラクターデザイン、演出には日本の漫画と恋愛シミュレーションゲーム、美少女ゲームの影響を見ることができる。この作風を高く評価する評論家がいる一方で、作品の前半と作風が異なるため、わかりやすいスラップスティックを期待するファンからは不評をかっているようである。ギャラガーは『メガトーキョー』の作画に鉛筆を用いている。コマの枠線を含むすべての原稿は、ギャラガーが鉛筆のみで作画しスキャンしたものである。

### Fredart
Fredartは、過去にギャラガーが描いた作品の自選集。ウェブサイトで無料公開されていた。ラフスケッチや没、実験的な作品が多く、『メガトーキョー』の連載が開始してからはWarmthや『メガトーキョー』の登場人物のイラストが中心となった。

### envelop(e)
ギャラガーが『Fredart』で発表した短編小説。ギャラガー本人は「同人誌」としている。1999年初出。学校の靴箱に間違って差し入れられたラブレターを巡る勘違いがきっかけで、幼なじみの男女が相思相愛であったことに気づく――というもので、本作品は恋愛シミュレーションゲーム『トゥルーラブストーリー2』の登場人物七瀬かすみへのトリビュート作品であった。2012年3月現在、本作品はオフラインとなっている。

### Warmth
Warmthは、『メガトーキョー』連載開始前にギャラガーが構想していたシリアスなラブストーリーである。日本で働くクーリエ便の配達員トム・ムーアと、帳紗恵子(とばり さえこ)、静原 映美(しずはら えいみ)を主人公とする。紗恵子と映美は『メガトーキョー』にカメオ出演している。Warmthの最初の数話はI.C. Entertainmentが発刊する雑誌『AmeriManga』に掲載された。『メガトーキョー』の成功で多忙になったからか、ギャラガーは2012年3月現在当作品に言及していないが、将来、当作品の制作を再開したい旨の声明をたびたび出している。

### Blurred
Blurredは、ギャラガーが別名義 "blurri" を使って公開していたウェブサイト。1998年初出。ぼやけた('blurred')画像をクリックすると、セクシーなイラストが表示される仕組みであった。後にギャラガーはいったん公開を中断したが、2006年2月2日にアメリカの掲示板4chanのユーザーが当ウェブサイトで公開されていた作品を「捜索」してギャラガーに嫌がらせを始めた。このため、2006年6月8日にギャラガーは『メガトーキョー』のコメントでBlurredが自分の作品であることを認め、ウェブサイトを再開した。なお2012年3月現在、当ウェブサイトは再びオフラインとなっている。

### 新作
2009年にギャラガーはendgamesプレビューを投稿し、これを「同人誌」と述べている。2011年5月に、Endgamesがウェブフィクション作家であるトーマス・クナップの執筆によりライトノベル化、さらにライトノベルを4作品構想されていることが発表された。同時にショートストーリー「Behind the Masque」も発表され、同年6月10日にAmazonのキンドルストアで発売された。

## イベント出演
アメリカ合衆国のアニメコンベンションで最も人気があるアーティストの一人であるギャラガーは2001年〜2003年、2005年のOTAKONに出演、A-kon、サクラコン、コミコン・インターナショナルにも頻繁に出演している。アニメ・セントラルはギャラガーが最初にパネルディスカッションを行ったコンベンションである。また、Anime Expo Tokyoにもゲストとして最初のアメリカ合衆国のアーティストにクレジットされた。
出演コンベンションでは"Naze Nani Megatokyo"という機動戦艦ナデシコからヒントを得たおまけのコミック・ストリップを基にしたパネル漫画を手がけている。パネル漫画にはギャラガー("Piro")とロドニー・キャストン("Largo")（創作性の相違からプロジェクトを去るまで）、ドミニク・グエン("Dom")が参加していた。ギャラガーはアメリカ国外のコンベンションにも出演しており、2003年11月よりイギリスのノーザンプトンで開催されているAyaconにゲスト出演した。また、2006年にドイツのカッセルで開催されたConnichiにも出演する予定だったが、妻のチケットを予約することに失敗したため出演はキャンセルされた。